# Vetenskapsåret 1901

## Händelser

### Allmänt
- 15 juni - 15 augusti - Under två månader på sommaren hålls Gävleutställningen 1901, en industri- och slöjdutställning runt Valbogatan. Arkitekt var Sigge Cronstedt. Under detta hålls även ett lantbruksmöte 8-14 juli och ett teknikermöte 15-17 juli.

### Biologi
- Okänt datum - Okapin, en släkting till giraffen upptäcks nära kongofloden i nordöstra Kongo.

### Fysik
- Okänt datum -  Albert Einstein publicerar sina slutsatser om kapillärkraft.[1]
- Guglielmo Marconi lyckas som första person sända radiovågor över Atlanten, mellan Cornwall och Newfoundland.

### Kemi
- Okänt datum - Grundämnet Europium upptäcks av Eugéne Demarcay.

### Geografi
- 16 oktober - Den Första svenska Antarktisexpeditionen påbörjas med bland andra Erik Ekelöf och Axel Ohlin.

### Psykologi
- Okänt datum - Ivan Pavlov utvecklar teorin om "betingade reflexer".[2]

## Pristagare
- Bigsbymedaljen: George William Lamplugh [3]
- Copleymedaljen: Willard Gibbs
- Nobelpriset: [4]
  - Fysik: Wilhelm Conrad Röntgen
  - Kemi: Jacobus Henricus van 't Hoff
  - Fysiologi/Medicin: Emil von Behring
- Sylvestermedaljen: Henri Poincaré
- Wollastonmedaljen: Charles Barrois [5]

## Födda
- 14 januari – Alfred Tarski, polsk logiker
- 2 mars – Grete Hermann, tysk matematiker, filosof och fysiker
- 18 maj – Vincent du Vigneaud, amerikansk biokemist
- 28 februari – Linus Pauling, amerikansk fysikalisk kemist, biokemist och dubbel nobelpristagare (kemi, fred)
- 10 augusti – Franco Rasetti, italiensk-amerikansk fysiker
- 29 september – Enrico Fermi, italiensk-amerikansk fysiker
- 5 december – Werner Heisenberg, tysk fysiker
- 16 december – Margaret Mead, amerikansk socialantropolog

## Avlidna
- 22 februari – George Francis FitzGerald, irländsk fysiker.
- 2 september – Luigi Maria d'Albertis, italiensk naturforskare och upptäcktsresande.

### Fotnoter
1. ↑  Einstein, A. (23 mars 1901). ”Folgerungen aus den Capillaritätserscheinungen”. Annalen der Physik "309" (3):  ss. 513–523. doi:10.1002/andp.19013090306. http://www.physik.uni-augsburg.de/annalen/history/einstein-papers/1901_4_513-523.pdf.
2. ↑  Todes, Daniel Philip (2002). Pavlov's Physiology Factory. Baltimore: Johns Hopkins University Press. sid. 232 et seq. ISBN 0801866901
3. ↑  ”Geological Society”. Arkiverad från originalet den 5 juni 2011. https://web.archive.org/web/20110605101836/http://www.geolsoc.org.uk/gsl/society/history/page753.html. Läst 13 april 2011.
4. ↑  ”Nobelpriset”. http://nobelprize.org/nobel_prizes/lists/all/index.html. Läst 10 april 2011.
5. ↑  ”Geological Society”. Arkiverad från originalet den 5 juni 2011. https://web.archive.org/web/20110605102217/http://www.geolsoc.org.uk/gsl/society/history/page750.html. Läst 13 april 2011.